# Edremit
Edremit (en turc; grec: Αδραμύττιο «Adramítio») és una ciutat de Turquia a la província de Balıkesir, cap del districte d'Edremit. Està situada enfront de l'illa de Lesbos al golf d'Edremit. La seva activitat principal és l'oliva i el turisme. El Parc Nacional de Kaz Dağı està a la rodalia. La seva població està formada per turcs balcànics, turcmans nadius (tahtacı) i caucasians. Disposa d'un aeroport.

## Història
L'antiga ciutat d'Adramítium (en grec antic: Ἀδραμύττιον ο Ἀδραμύττειον; en llatí: Adramyttium o Adramytteum) no correspon exactament a la moderna ciutat d'Edremit, situada entre Ören i Karatash, al veí districte de Burhaniye (al límit sud). Es localitzava a 4 km a l'oest de la vila de Burhaniye, antiga Kemer, i 13 km al sud del modern emplaçament. Segons Estrabó, era a la via que anava de l'Hel·lespont a Pèrgam. Segons el mite la va fundar Adramit, un germà del rei Cressus de Lídia, però posteriorment s'hi hauria instal·lat una colònia d'atenencs, i així el lloc s'hauria convertit en un assentament grec. Tucídides diu també que s'hi va instal·lar una colònia procedent de Delos, quan Atenes va expulsar els habitants de l'illa cap a l'any 422 aC. Amb la dinastia atàlida, els reis de Pèrgam van situar-hi un port marítim que va ser important. La ciutat es menciona als Actes dels Apòstols. Amb els romans era un Conventus Juridicus de la província d'Àsia, un lloc on els habitants de la zona hi recorrien com a ciutat judicial. Al nou emplaçament hi va ser traslladada probablement ja al segle ii i no en temps dels Comnens com es va pensar molt de temps.
Després del 1071 van començar els atacs turcs. El 1093 la ciutat va ser destruïda pel cap turcman Çaka Bey que tenia base a Esmirna. Aleix I Comnè en va ordenar la reconstrucció al general Filocales. Manuel I Comnè (1143-1180) la va fortificar. El 1261 Miquel VIII Paleòleg va cedir Esmirna als genovesos i va afegir diversos privilegis a Adramítium. Després del 1300 una guarnició genovesa defensava la ciutat contra els turcs, fins que en els primers anys del segle va ser ocupada per l'emir de Karasi. A la tardor del 1334 la Sacra Liga va aconseguir una victòria naval destacada sobre les flotes dels beilics de la costa Anatòlia en aigües d'Edremit. Els territori dels Karasi-Oghlu van passar als otomans sota Orkhan en una data incerta, ja que l'historiador Ashikpashazade dona 1335 però probablement és un error i no va ser abans del 1345. Va passar a ser un kada (districte) del sandjak de Karasi i sota la república un kada de la província de Balikesir. La població el 1950 era d'uns 12.500 habitants.